# Terratrèmol de Lisboa de 1755
El terratrèmol de Lisboa de 1755, també conegut com el gran terratrèmol de Lisboa, va afectar Portugal, la península Ibèrica i el nord-oest d’Àfrica el matí del dissabte 1 de novembre, Festa de Tots Sants, cap a les 09:40 hora local. En combinació amb incendis posteriors i un tsunami, el terratrèmol va destruir gairebé totalment Lisboa i les zones adjacents. Els sismòlegs estimen avui que el terratrèmol de Lisboa va tenir una magnitud d'almenys 8,4 en l'escala sismològica de magnitud de moment, amb el seu epicentre a l'Oceà Atlàntic al voltant de 200 km oest-sud-oest del cap de Säo Vicente i uns 290 km sud-oest de Lisboa. Cronològicament va ser el tercer terratrèmol conegut a gran escala que va assolar la ciutat (n’hi havia hagut un el 1321 i un altre el 1531). Aquesta catàstrofe natural es va convertir en un dels terratrèmols més mortals de la història.
El terratrèmol va accentuar les tensions polítiques a Portugal i va alterar profundament les ambicions colonials del país. L'esdeveniment va ser àmpliament discutit i comentat pels filòsofs de la Il·lustració europea, i va inspirar grans desenvolupaments en la teodicea del moment. Pel fet d'haver estat el primer terratrèmol que es va estudiar científicament pels seus efectes en una àmplia zona, es considera que va donar lloc al naixement de la sismologia moderna i l'enginyeria antisísmica.

## Terratrèmol i tsunami

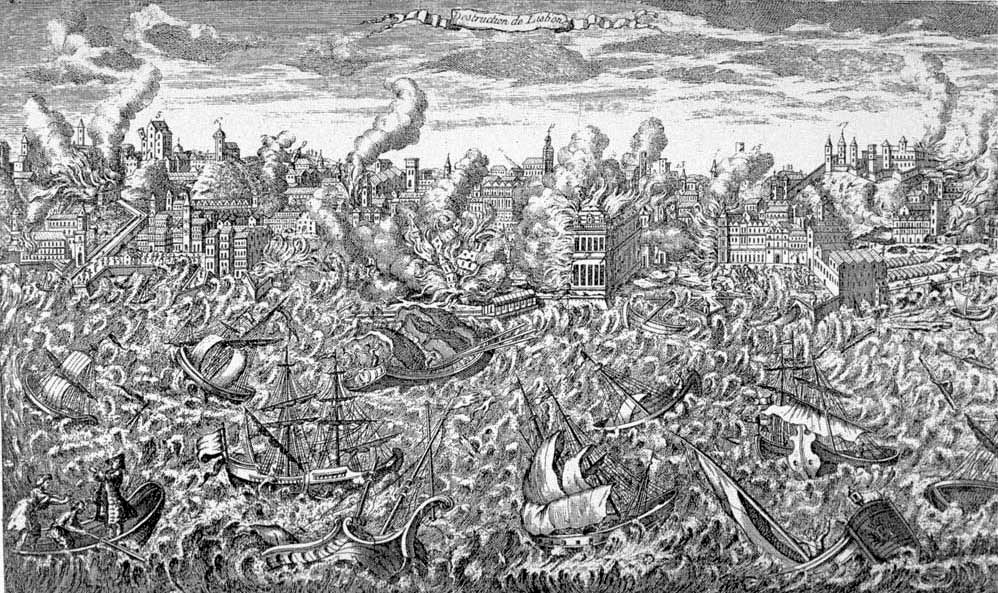
Gravat en coure de 1755 que mostra Lisboa en flames i un tsunami destrueix els vaixells del port

El terratrèmol va ocórrer el matí de l'1 de novembre de 1755, dia de Tots Sants. Els informes contemporanis afirmen que el terratrèmol va durar entre tres i sis minuts, i va provocar fissures de 5 metres d'ample al centre de la ciutat. Els supervivents van córrer cap a l'espai obert dels molls per protegir-se i van observar com el mar retrocedia, revelant una plana de fang plena de càrrega perduda i naufragis. Aproximadament 40 minuts després del terratrèmol, un tsunami va engolir el port i la zona del centre, precipitant-se pel riu Tajo "tan ràpid que diverses persones muntant a cavall... es van veure obligats a galopar el més ràpid possible als terrenys superiors per por de deixar-se emportar ". El van seguir dues onades més que van apagar espelmes en cases i esglésies de tota la ciutat durant aquell dia de Tots Sants i que provocaren un incendi convertit en una tempesta de foc que va cremar la ciutat durant hores, asfixiant persones en un radi de fins a 30 metres dels incendis.

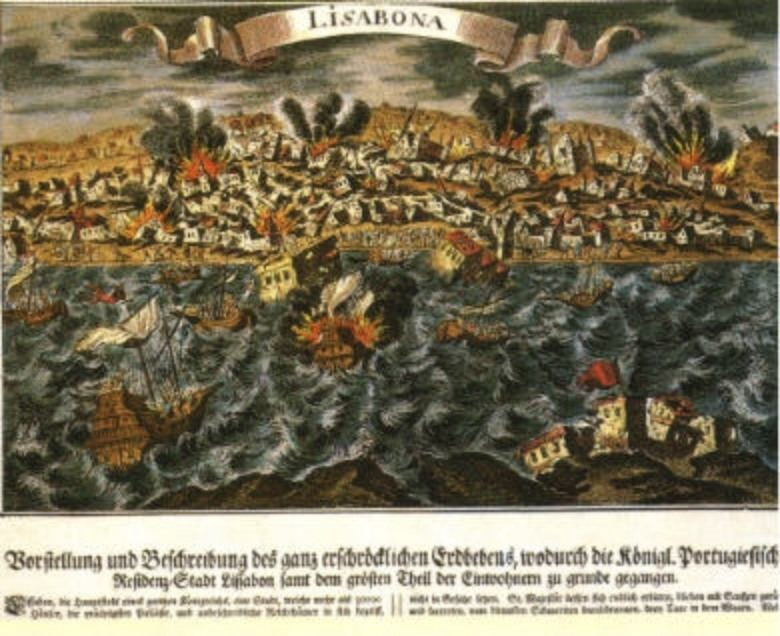
Una representació del terratrèmol de Lisboa de 1755 vist des de l'altre costat del riu Tajo per Jurema Oliveira

Lisboa no va ser l'única ciutat portuguesa afectada per la catàstrofe. A tot el sud del país, en particular a l'Algarve, la destrucció va ser desenfrenada. El tsunami va destruir algunes fortaleses costaneres de l'Algarve i, a nivells inferiors, va arrasar diversos nuclis habitats. Gairebé totes les ciutats i pobles costaners de l'Algarve van resultar molt danyats, excepte Faro, que estava protegida pels bancs sorrencs de Ria Formosa. A Lagos, les onades van arribar a la part superior de les muralles de la ciutat. Altres ciutats de diferents regions portugueses, com Peniche, Cascais i fins i tot Covilhã, que es troba a prop de la Serra da Estrela, van ser visiblement afectades pel terratrèmol, el tsunami o tots dos. Les onades de xoc del terratrèmol van destruir part de les muralles del castell de Covilhã i les seves grans torres, fent malbé altres edificis a Cova da Beira.
En territori espanyol va causar nombrosos desperfectes en diverses ciutats. Al poble de Còria (Càceres) es van comptabilitzar nombrosos morts per la caiguda de la torre de la catedral. Mes importants van ser les xifres de morts a causa de les inundacions provocades pel tsunami. Les poblacions costaneres del golf de Cadis en van ser les més afectades. Ayamonte va ser la població amb mes víctimes (més de 400), mentre que Cadis, Lepe i la Redondela en van sobrepassar els 200.
Altres efectes secundaris del tsunami es van produir en els aqüífers de la península ibèrica. Nombrosos fenòmens hidrològics van ser detectats i van afetar al nivell freàtic de les aigües dels pous, cabal de manantials o alteració de l'aigua de llacs, estanys i rius. També es van produir despreniments i esllavisades, amb esvorancs en els terrenys, i també fenòmens de liqüefacció del sòl produits per l'excés de la pressió de les aigües. Un cas paradigmàtic ocasionat a Catalunya és la generació de l'esvoranc que va produir un aqüifer termal conegut com a la Puda de Montserrat, actualment balneari d'aigües termals sulfuroses. i que a mitjan segle xix va contribuir a l'impuls del termalisme entre la població catalana.
L'illa de Madeira, Funchal i molts assentaments menors van patir danys importants. Gairebé tots els ports de l'arxipèlag de les Açores van patir la major part de la seva destrucció a causa del tsunami, amb la penetració del mar a uns 150 metres cap a l’interior. Les ciutats portugueses del nord d'Àfrica també van ser afectades pel terratrèmol, com Ceuta i Mazagon, on el tsunami va colpejar durament les fortificacions costaneres d'ambdues ciutats, en alguns casos sobrepassant-la, i inundant la zona portuària.
Els embats del terratrèmol es van sentir a tot Europa fins a Finlàndia i al nord d'Àfrica, i segons algunes fonts, fins i tot a Groenlàndia i el Carib. Tsunamis de fins a 20 metres van arrasar al llarg de la costa del nord d’Àfrica i van impactar a Martinica i Barbados través de l'Atlàntic. Un tsunami de 3 metres va afectar Cornualla a la costa sud de la Gran Bretanya. Galway, a la costa oest d'Irlanda, també va ser colpejada, fet que va provocar la destrucció parcial del Arc espanyol de Galway a la muralla de la ciutat. Al comtat de Clare, l'illa Aughinish es va crear quan va desaparèixer una connexió baixa amb el continent. A Kinsale, diversos vaixells van ser enviats al port i l'aigua es va abocar al mercat.
El 2015 es va determinar que les onades del tsunami podrien haver arribat a la costa del Brasil, llavors colònia de Portugal. Les cartes enviades per les autoritats brasileres en el moment del terratrèmol descriuen els danys i destruccions causats per onades gegantines.
Tot i que els sismòlegs i geòlegs sempre han estat d’acord que l'epicentre es trobava a l’Atlàntic, a l’oest de la península Ibèrica, la seva ubicació exacta ha estat objecte de debats considerables. Les primeres hipòtesis havien proposat la cresta de Gorringe, aproximadament 320 km al sud-oest de Lisboa, fins que les simulacions van demostrar que era necessària una ubicació més propera a la costa de Portugal per complir els efectes observats del tsunami. Una enquesta de reflexió sísmica feta el 1992 sobre el fons oceànic al llarg de la falla de transformació Açores-Gibraltar va detectar l'enclavament a 50 km a sud-oest de Cap de São Vicente, amb una falla de més d'1 km. És possible que aquesta estructura hagi creat l'esdeveniment tectònic principal.

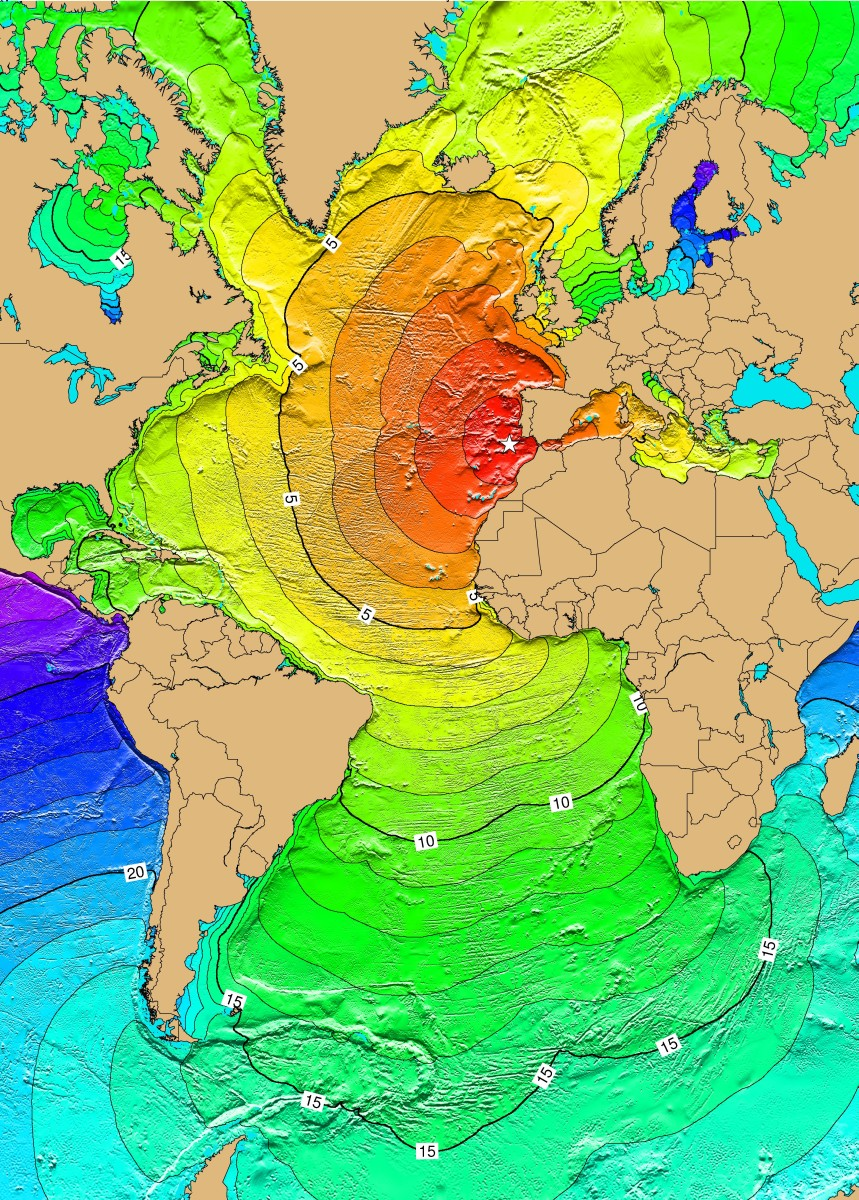
Temps de viatge calculats (en hores) de les onades de tsunami de l'1 de novembre de 1755

## Víctimes i danys

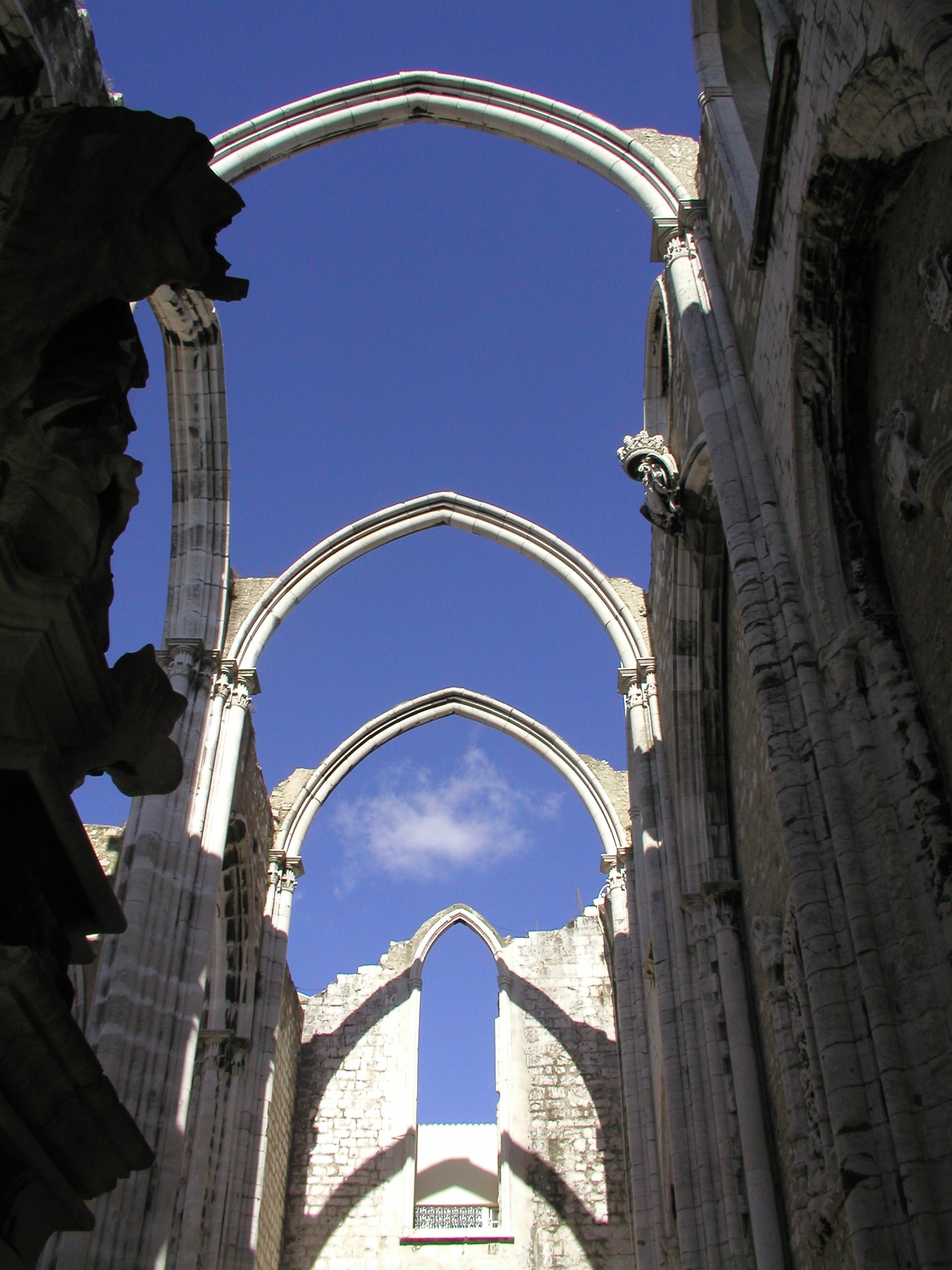
Les ruines del Convento do Carmo, que va ser destruït en el terratrèmol de Lisboa de 1755

L'historiador econòmic Álvaro Pereira va estimar que de la població de Lisboa en el moment d'aproximadament 200.000 persones, unes 30.000-40.000 van morir. És possible que altres 10.000 haguessin perdut la vida al Marroc. No obstant això, un estudi fet el 2009 sobre informes contemporanis relacionats amb l'esdeveniment de l'1 de novembre va trobar que les xifres eren poc acurades i que calia vincular-les als informes d'una altra sèrie local de terratrèmols del 18 al 19 de novembre. Pereira va estimar el nombre total de morts a Portugal, Espanya i el Marroc a causa del terratrèmol i els incendis i el tsunami resultants entre 30.000 i 50.000 persones. Amb tot, estudis recents situen la xifra de 12.000 que va ocasionar el terratrèmol només a la ciutat de Lisboa.
El vuitanta-cinc per cent dels edificis de Lisboa van ser destruïts, inclosos els famosos palaus i biblioteques, i també la majoria d'exemples de l'arquitectura d'estil manuelí de Portugal. Aquells que van patir pocs danys pel terratrèmol van ser destruïts per l'incendi posterior. El nou teatre de l’òpera de Lisboa (Ópera do Tejo), obert sis mesos abans, es va cremar completament. El Palau de Ribeira, situat just al costat del riu Tajo a la moderna plaça de praça do Comércio, va ser destruït pel terratrèmol i el tsunami. A l'interior, es van perdre la biblioteca reial de 70.000 volums i centenars d'obres d'art, amb pintures de Ticià, Rubens i Correggio. Els arxius reials van desaparèixer juntament amb registres històrics detallats de les exploracions de Vasco da Gama i altres primers navegants. El palau d'Henrique de Meneses, 3r marquès de Louriçal, que acollia una inestimable biblioteca de 18.000 llibres, també va ser destruït. El terratrèmol va danyar diverses esglésies importants de Lisboa, concretament la catedral de Lisboa, les basíliques de São Paulo, Santa Catarina, monestir de São Vicente de Fora i l'església de Nossa Senhora da Conceição Velha. L'Hospital Real de Todos os Santos (l’hospital públic més gran de l’època) a la plaça Rossio va ser consumit pel foc i centenars de pacients van morir cremats. També es va perdre la tomba de l’heroi nacional Nuno Álvares Pereira. Els visitants de Lisboa encara poden passejar per les ruïnes del Convento do Carmo, que es van conservar per recordar als lisboetes la destrucció de la ciutat.

## Esforços de socors i reconstrucció

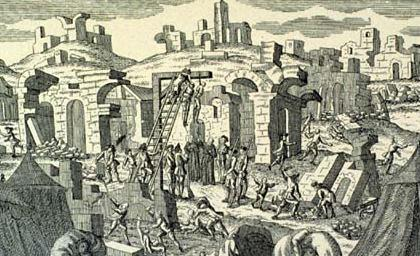
Detall de dalt : execucions després del terratrèmol de Lisboa. Almenys 34 saquejadors van ser penjats en les caòtiques seqüeles del desastre. Com a advertència contra el saqueig, el rei Josep I de Portugal va ordenar la construcció de forques a diverses parts de la ciutat.

La família reial va escapar il·lesa de la catàstrofe. El rei Josep I de Portugal i la cort havien abandonat la ciutat, després d’assistir a missa a la sortida del sol, complint el desig d’una de les filles del rei de passar les vacances fora de Lisboa. Després de la catàstrofe, Josep I va tenir por de viure dins de les muralles i la cort va ser allotjada en un enorme complex de tendes de campanya i pavellons als turons d’Ajuda, aleshores als afores de Lisboa. La claustrofòbia del rei no va minvar mai. Després de la mort de Josep, la seva filla Maria I de Portugal va participar en la construcció del Palau d'Ajuda, que encara es troba al lloc de l’antic campament de les tendes. Igual que el rei, el primer ministre Sebastião de Melo (primer marquès de Pombal) va sobreviure al terratrèmol. Quan se li va preguntar què s'havia de fer, Pombal va respondre que "cal enterrar els morts i curar els vius", i es va dedicar a organitzar ajudes i rehabilitació. Els bombers van ser enviats a apagar les flames i els equips de treballadors i ciutadans de peu van ajudar a retirar els milers de cadàvers abans que es propagéssin epidèmies. Contràriament al costum, i en contra dels desitjos de l'Església, molts cadàvers van ser carregats en gavarres i enterrats al mar més enllà de la desembocadura del riu, també conegut com a estuari del Tajo. Per prevenir el desordre a la ciutat en ruïnes, es va desplegar l'exèrcit portuguès i es va construir una forca en punts elevats de la ciutat per dissuadir els saquejadors. Més de trenta persones van ser executades públicament. L'exèrcit va pressionar perquè molts ciutadans, amb capacitat per fugir, col·laboressin en tasques de socors i reconstrucció.
Un projecte de palau reial al camp d'Ourique es va arribar a proposar com a nova residència reial el 1760, però posteriorment va ser abandonat per falta de prioritat o d’interès.

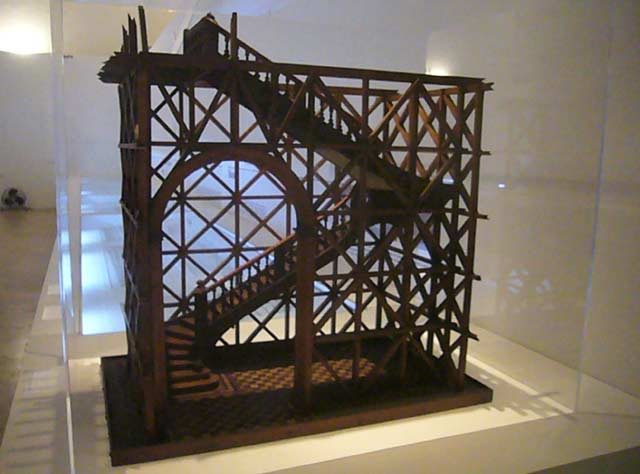
Model de l'estructura de fusta de protecció sísmica anomenada gaiola pombalina" (gàbia pombalina), desenvolupada per a la reconstrucció de la ciutat baixa de Pombalina

El rei i el primer ministre van iniciar immediatament els esforços per reconstruir la ciutat. El 4 de desembre de 1755, poc més d’un mes després del terratrèmol, Manuel da Maia, enginyer en cap del regne, va presentar els seus plans per a la reconstrucció de Lisboa. Maia va presentar quatre opcions: abandonar Lisboa i construir una ciutat completament nova. El primer pla i més barat era reconstruir la ciutat vella amb materials reciclats. El segon i el tercer pla proposaven ampliar determinats carrers. La quarta opció proposava arrasar tot el barri de la Baixa i traçar nous carrers sense restriccions. Aquesta última opció va ser l'escollida pel rei i el seu ministre.
En menys d’un any, la ciutat va quedar neta. El rei, desitjant tenir una urbanització nova i perfectament ordenada, va encarregar la construcció de grans places, avingudes rectilínies i grans eixos eixamplats amb un nou barri per la ciutat.
Els edificis d'estil pombalí es troben entre les primeres construccions protegides sísmicament d’Europa. Es van construir petits models de fusta per provar-los i es van simular terratrèmols marxant tropes al seu voltant. La "nova" ciutat baixa de Lisboa, coneguda abans com a Baixa Pombalina, és una de les atraccions famoses de la ciutat. Seccions d'altres ciutats portugueses, com la Vila Real de Santo António a l'Algarve, també es van reconstruir seguint els principis que havia defensat Sebastiao de Melo.
La Casa Pia, una institució portuguesa fundada per Maria I (coneguda com A Pia, "Maria la Pia"), es va dissenyar per l'intendent de policia Pina Manique el 1780, i es va fundar arran del desgavell social del terratrèmol de Lisboa de 1755. L'incident va suposar també una modernització de Portugal amb un trencament amb l'Església, la renovació arquitèctònica de la capital i la implosió dels principis il·lustrats.

## Efectes sobre la societat, l'economia i la filosofia
El terratrèmol va tenir amplis efectes en la vida de la població i de la intel·lectualitat. El terratrèmol s'havia produït en unes festes religioses importants i havia destruït gairebé totes les esglésies importants de la ciutat, causant ansietat i confusió entre els ciutadans d'un país d'una fervent religiositat catòlica. Teòlegs i filòsofs es van centrar i van especular sobre la causa i el missatge religiós, veient el terratrèmol com una manifestació del judici diví.

### Economia
Un estudi del 2009 va estimar que el terratrèmol va costar entre el 32 i el 48 per cent del PIB de Portugal. A més, "malgrat els estrictes controls, els preus i els salaris es van mantenir inestables durant els anys posteriors a la tragèdia. La recuperació del terratrèmol també va provocar un augment de la prima salarial dels treballadors de la construcció. Més significativament, el terratrèmol es va convertir en una oportunitat per reformar l'economia i reduir la semi-dependència econòmica enfront de Gran Bretanya ".

### Filosofia

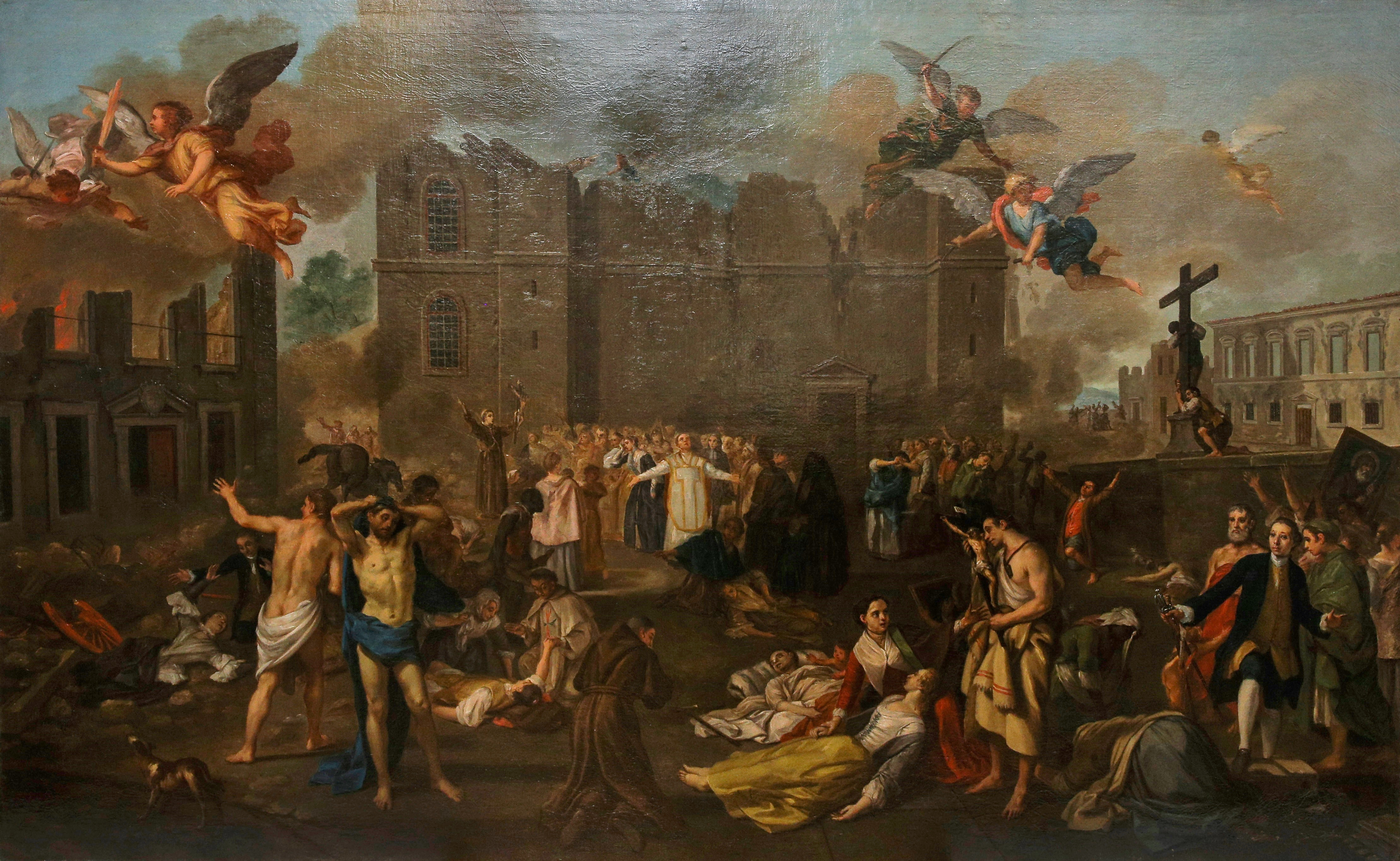
Al·legoria del terratrèmol de 1755, de João Glama Strobërle (que es representava a si mateix sobre una pila de runa a l’angle inferior dret). A l'extrem superior esquerre hi ha un àngel que sosté una espasa de foc, personificant el judici diví.

El terratrèmol i les seves conseqüències van influir fortament en la intel·lectualitat de l’època de la Il·lustració europea. El famós escriptor-filòsof Voltaire va utilitzar el terratrèmol a Càndid i al seu Poème sur le désastre de Lisbonne. Càndid de Voltaire ataca la idea que aquest és "el millor dels mons possibles ", un món estretament supervisat per una deïtat benèvola. El desastre de Lisboa va proporcionar un contraexemple. Com va escriure Theodor Adorno, "[el] terratrèmol de Lisboa va ser suficient per curar Voltaire de la teodicea de Leibniz " (Dialèctica negativa 361). Jean-Jacques Rousseau també es va veure influït per les devastacions posteriors al terratrèmol, la gravetat de la qual creia que es devia a massa gent que vivia a la zona més propera de la ciutat. Rousseau va utilitzar el terratrèmol com a argument contra les ciutats com a part del seu desig d’una forma de vida més naturalista.
Immanuel Kant va publicar tres textos separats sobre el terratrèmol de Lisboa. Quan era un home més jove, fascinat pel terratrèmol, va recollir tota la informació disponible als fullets informatius i va formular una teoria de les causes dels terratrèmols. La teoria de Kant, que implicava canvis en enormes cavernes plenes de gasos calents, era incorrecta, però va ser un dels primers intents sistemàtics d’explicar els terratrèmols en termes naturals més que sobrenaturals. Segons Walter Benjamin, el primer llibre de Kant sobre el terratrèmol "representa probablement els inicis de la geografia científica a Alemanya. I, certament, els inicis de la sismologia "
Werner Hamacher ha afirmat que les conseqüències del terratrèmol es van estendre al vocabulari de la filosofia, fent que la metàfora comuna de la "fonamentació" ferma dels arguments dels filòsofs fos insegura i incerta: "Sota la impressió del terratrèmol de Lisboa, que va tocar la ment europea en una de les seves èpoques més sensibles, la metàfora del terreny i el tremolor van perdre completament la seva aparent innocència, ja no eren més que figures de parla". Hamacher afirma que la certesa fonamental de la filosofia de René Descartes va començar a tremolar després del terratrèmol de Lisboa.

### Política

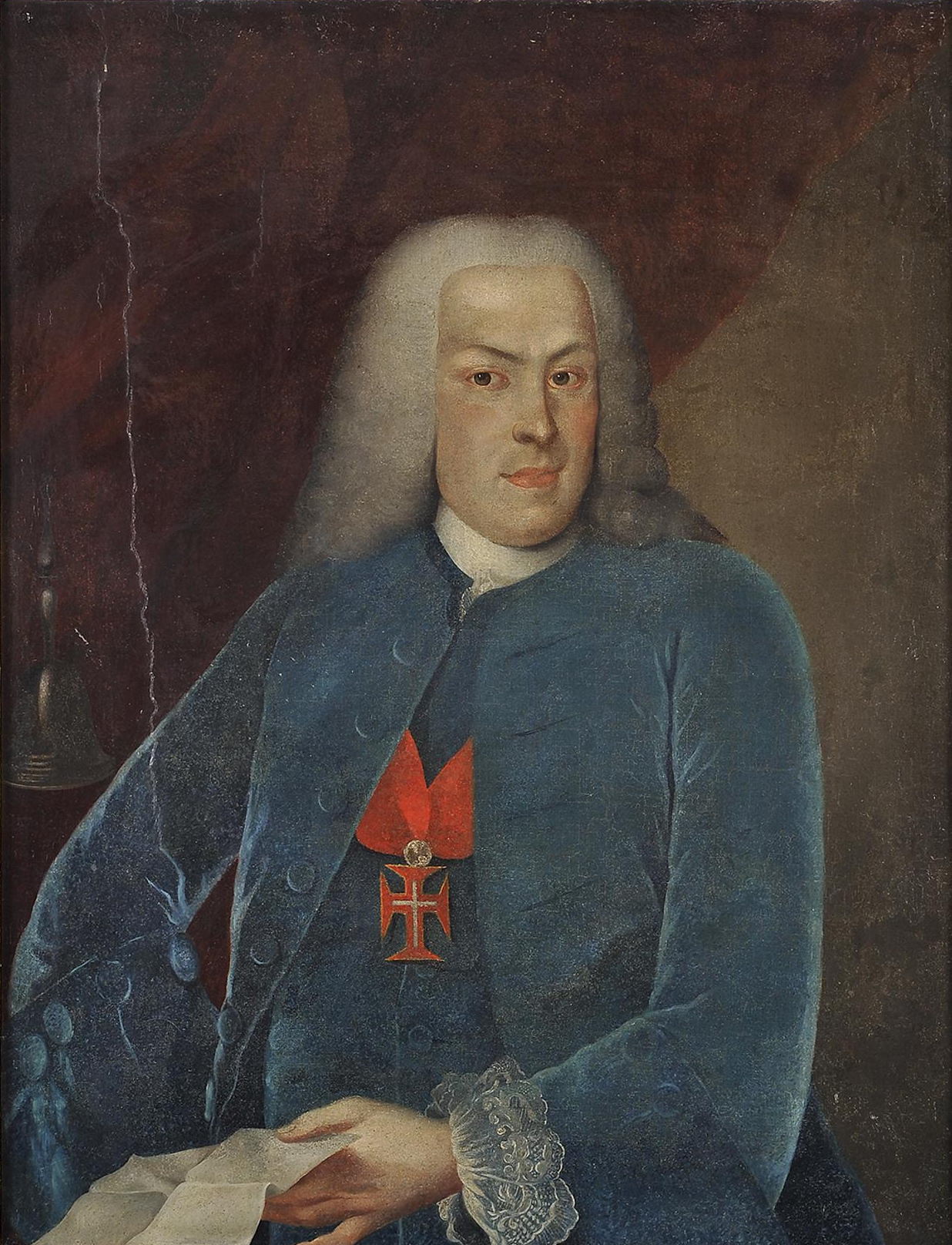
Sebastião José de Carvalho e Melo, 1r marquès de Pombal, autor desconegut de l'Escola Portuguesa

La resposta del primer ministre no es va limitar als aspectes pràctics de la reconstrucció. Va ordenar enviar una consulta a totes les parròquies del país sobre el terratrèmol i els seus efectes. Preguntes incloses:
- Es va sentir el terratrèmol?
- A quina hora va començar ?
- Quant temps va durar?
- Quins moviments es van observar al sol, parets, edificis, fonts i rius (quantes mans (unitat) van pujar sobre el normal?
- Quines runes o perjudicis es van ocasionar a les fàbriques?
- Van resultar morts o ferides persones i animals?
- Va succedir algun altre fet notable?
- Abans del terratremol hi va haver senyals que l'anunciessin?
- Si va esclatar un foc, quant va durar i quins danys va causar?[35][36]

Les respostes a aquestes i altres preguntes encara es troben arxivades a la Arquivo Nacional da Torre do Tombo, l'arxiu històric nacional. Estudiant i referenciant els relats dels sacerdots, els científics moderns van poder reconstruir l'esdeveniment des d’una perspectiva científica. Sense el qüestionari dissenyat pel marquès de Pombal, això hauria estat impossible. Com que el marquès va ser el primer a intentar una descripció científica objectiva de les àmplies causes i conseqüències d’un terratrèmol, es considera un precursor dels científics sismològics moderns.

## A la cultura popular
Una versió fictícia del terratrèmol de Lisboa de 1755 apareix com a element argumental principal del videojoc Assassin's Creed Rogue del 2014, desenvolupat i publicat per Ubisoft. Cal destacar que un terratrèmol similar es produeix abans a la història a Port-au-Prince, Haití, i possiblement coincideix amb un terratrèmol del món real registrat allà el 1751.
L'àlbum 1755 de la banda portuguesa de metall gòtic Moonspell és un àlbum conceptual que detalla la història del terratrèmol de Lisboa de 1755. L'àlbum està completament cantat en portuguès i explora no només la història, sinó també els seus efectes sobre la societat, la cultura i l'espiritualitat portugueses.